# Graft (Países Baixos)
Graft (52° 34′ N, 4° 50′ L) é uma cidade dos Países Baixos, na província de Holanda do Norte. Graft (Países Baixos) pertence ao município de Alkmaar, e está situada a 11 km, a sul de Alkmaar.
A área de Graft, que também inclui as partes periféricas da cidade, bem como a zona rural circundante, tem uma população estimada em 760 habitantes.